# Jan Patočka
Jan Patočka (ur. 1 czerwca 1907 w Turnovie, zm. 13 marca 1977 w Pradze) – czechosłowacki filozof, jeden z największych filozofów XX wieku, prekursor czeskiej fenomenologii, sygnatariusz i jeden z pierwszych rzeczników Karty 77.

## Życiorys
Studiował w Pradze, Paryżu, Berlinie i Fryburgu Bryzgowijskim. Oddany przyjaciel i ostatni wielki uczeń Edmunda Husserla. Studiował także pod kierunkiem Martina Heideggera. Podczas studiów we Fryburgu zapoczątkował długoletnią przyjaźń z asystentem Husserla, Eugenem Finkiem.
Początek jego przełomowej filozofii jest widoczny od 1936 roku, gdy habilituje się pracą „Přirozený svět jako filosofický problém” (Świat naturalny jako problem filozoficzny). W pracach zajmował się przede wszystkim tematem „świata naturalnego”, jego strukturą i pozycją człowieka. Rozwijał koncepcję Husserla w zakresie pojęć „historyczność”, „techniczność”, lecz z drugiej strony krytykował filozofię Heideggera, co doprowadziło go do krytyki Hannah Arendt.

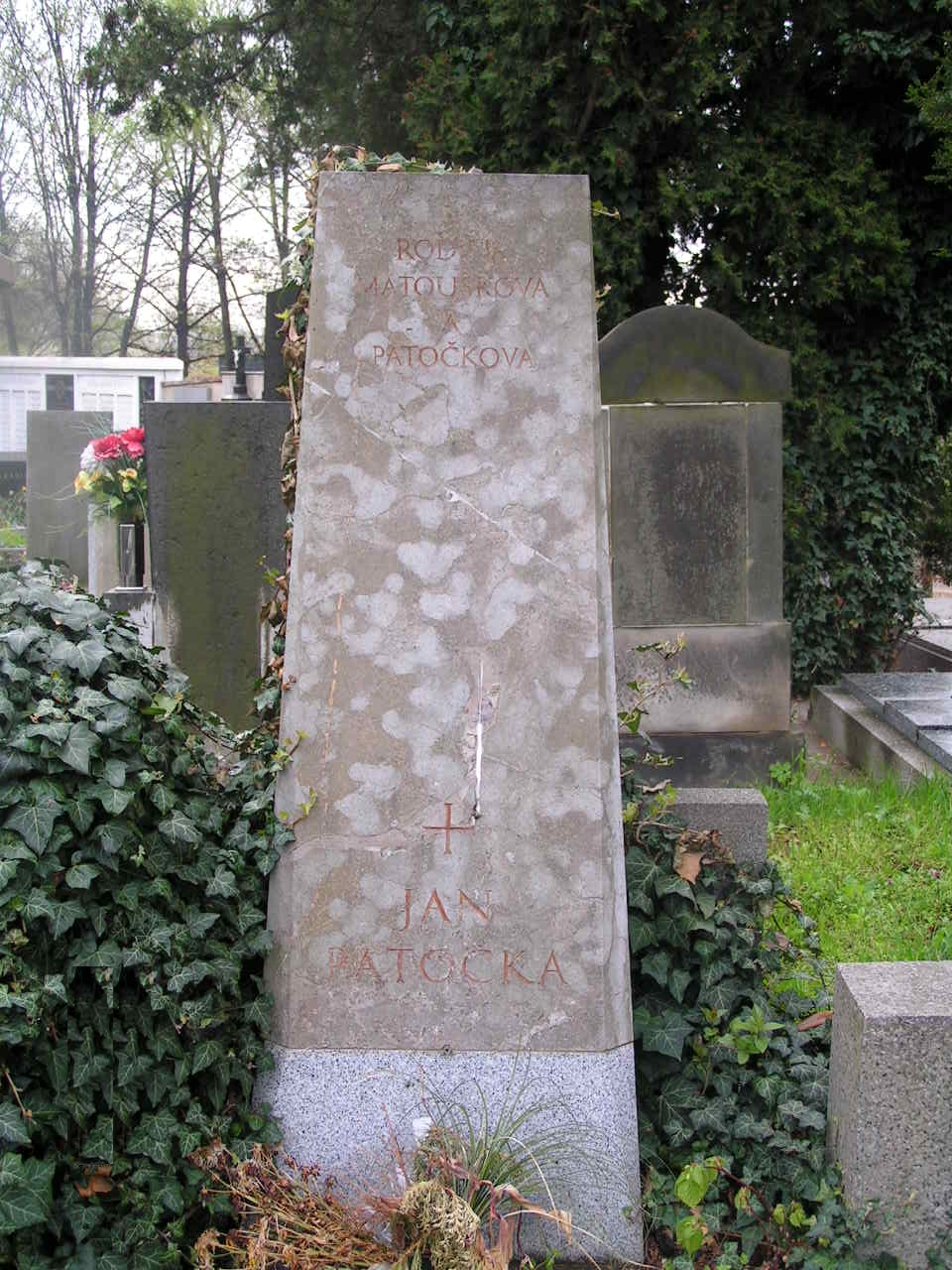
Nagrobek Jana Patočky na cmentarzu klasztoru břevnovskego

W swych dziełach zaczął zajmować się egzystencją człowieka w odpowiedzi na egzystencjalizm Heideggera, zakładający „wrzucenie” bytu w świat. Ustanowił oryginalne twierdzenie „Trzech motywów ludzkiej egzystencji”:
1. otrzymywanie,
2. reprodukcja,
3. transcendencja.

Jan Patočka przetłumaczył także sporo dzieł filozoficznych Hegla i Schellinga.
Jego Eseje heretyckie w filozofii historii były jedną z inspiracji książki Jacques’a Derridy The Gift of Death. Innymi filozofami czerpiącymi z dorobku Jana Patočki byli Paul Ricœur i Roman Jakobson, który napisali odpowiednio przedmowę i posłowie do francuskiego wydania Esejów... Tylko niewielka część dzieł filozofa mogła wyjść za jego życia w ojczyźnie. W latach 80. pięciotomowy zbiór dzieł wyszedł w Niemczech, dziesięć książek we Francji, później prace przetłumaczono m.in. na angielski, włoski, hiszpański, polski.
Obok Václava Havla i Jiříego Hájka był jednym z rzeczników Karty 77 oraz autorem jej podstawowych tekstów programowych. Był także wykładowcą czeskiego odpowiednika podziemnego „uniwersytetu latającego”.
W dniach poprzedzających śmierć, po spotkaniu z holenderskim ministrem spraw zagranicznych Maxem van der Stoelem, został poddany kilkudniowym, wyczerpującym przesłuchaniom przez Státní bezpečnost (StB), czechosłowacką tajną policję, z uwagi na swoje zaangażowanie w nielegalną działalność opozycyjną. Zmarł po 11-godzinnym przesłuchaniu na udar mózgu.
Został pochowany na cmentarzu przy klasztorze břevnovskim, grób C 16 10. Pomimo wysiłkom i manipulacji StB pogrzeb był antyreżimową manifestacją. Wspomnienie o zmarłym wygłosił jego uczeń Ladislav Menzel.
Jego brat, František Patočka (1904–1985), był mikrobiologiem i serologiem, filozofem także był jego zięć Jan Sokol (1936–2021).

## Odznaczenia
W 1991 roku został pośmiertnie odznaczony Orderem Tomáša Garrigue Masaryka I klasy.

## Publikacje
- Kim są Czesi? [Co jsou Češi?]
- Arystoteles, poprzednicy i następcy [Aristoteles, jeho předchůdci a dědicové]
- Świat naturalny jako problem filozoficzny [Přirozený svět jako filosofický problém]
- Troska duszy [Péče o duši]
- [Negatywny Platonizm] [Negativní platonismus][4]
- Wstęp do filozofii Husserla [Úvod do Husserlovy fenomenologie]
- Eseje heretyckie z filozofii dziejów [Kaciřské eseje o filosofii dějin] (inne tłumaczenie: Eseje heretyckie z filozofii historii)